# Palmetto Records
Palmetto Records is een onafhankelijk Amerikaans platenlabel voor jazz. Het werd in 1990 opgericht door Matt Balitsaris.
Het label brengt gevestigde namen uit, maar ook muziek van nieuwkomers. De meeste muziek wordt opgenomen in Balitsaris' opnamestudio Maggie's Farm. Musici van wie werk op het label uitkwam zijn onder meer Lonnie Smith, Phil Woods, Ben Allison, Fred Hersch, Ted Nash, Matt Wilson, Dewey Redman, Lee Konitz, Cecil McBee, Michael Moore en Steve Swallow.